# Norma John
Norma John är en finsk indiepopduo. Gruppen består av Lasse Piirainen och Leena Tirronen. De representerade Finland i Eurovision Song Contest 2017 med låten "Blackbird". Duon placerade sig på plats 12 i den första semifinalen och gick därmed inte vidare till final, trots att deras bidrag förväntats göra detta.